# Jean IV de Montferrat
Jean IV de Montferrat (italien Giovanni IV del Monferrato) (né le 24 juin 1412 – mort le 19 janvier 1464) fut marquis de Montferrat de 1445 à 1464.

## Biographie
Jean IV est le fils ainé de Jean Jacques de Montferrat et de Jeanne de Savoie (1392–1460), il participe comme protagoniste aux événements qui ensanglantent le Piémont au cours des années précédentes. La guerre
avait été engagée par Amédée VIII contre les Paléologues et elle se terminera par la déconfiture de ces derniers, touchant aussi Jean qui est emprisonné par Amédée VIII et qui sert d'otage lors des tractations menées avec son pères Jean Jacques.
Le conflit se réactive à la suite de la mort sans héritier à Milan  de Philippe Marie Visconti lorsque Jean IV sert au service de la république de Venise. Après l'ascension de François Sforza lors de la crise de succession, l'annonce de la prise  de Constantinople par les turcs en 1453 laisse quasi indifférente la cour du Montferrat malgré les liens de parentés qui unissent la dynastie régnante aux Paléologues Byzantins : Jean IV est en fait dans l'incapacité d'envisager de prendre la tête d'une « Croisade » quelconque du fait de la situation désastreuse dans laquelle se trouve son marquisat.
Jean IV épouse sur le tard en 1458 Marguerite de Savoie (1439 – 1483), fille de Louis de Savoie, malgré les différends qui opposent les deux familles
Le 8 janvier 1464 il reçoit de l'Empereur Frédéric III du Saint-Empire les titres de Prince d'Empire et de Vicaire impérial en Italie. À sa mort, il laisse une fille et deux enfants illégitimes, tous mineurs  et sa succession échoit à son frère cadet Guillaume VIII.

## Union et postérité
De son union avec Marguerite de Savoie nait :
- Hélène Marguerite (1456/1464 – 25 juillet 1496) épouse en 1480 Victor de Poděbrady.

Le marquis Jean IV Il a également deux enfants illégitimes :
- Sara  qui épouse en 1453 Niccolo Piccinino de Pérouse ;
- Scipione (né en 1463 assassiné à  Casale le 26 mars 1485).  Il est reconnu comme héritier potentiel du marquisat de Montferrat par son oncle Boniface III de Montferrat puis assassiné dans des circonstances obscures.